# St. Nikolaus (Stettberg)

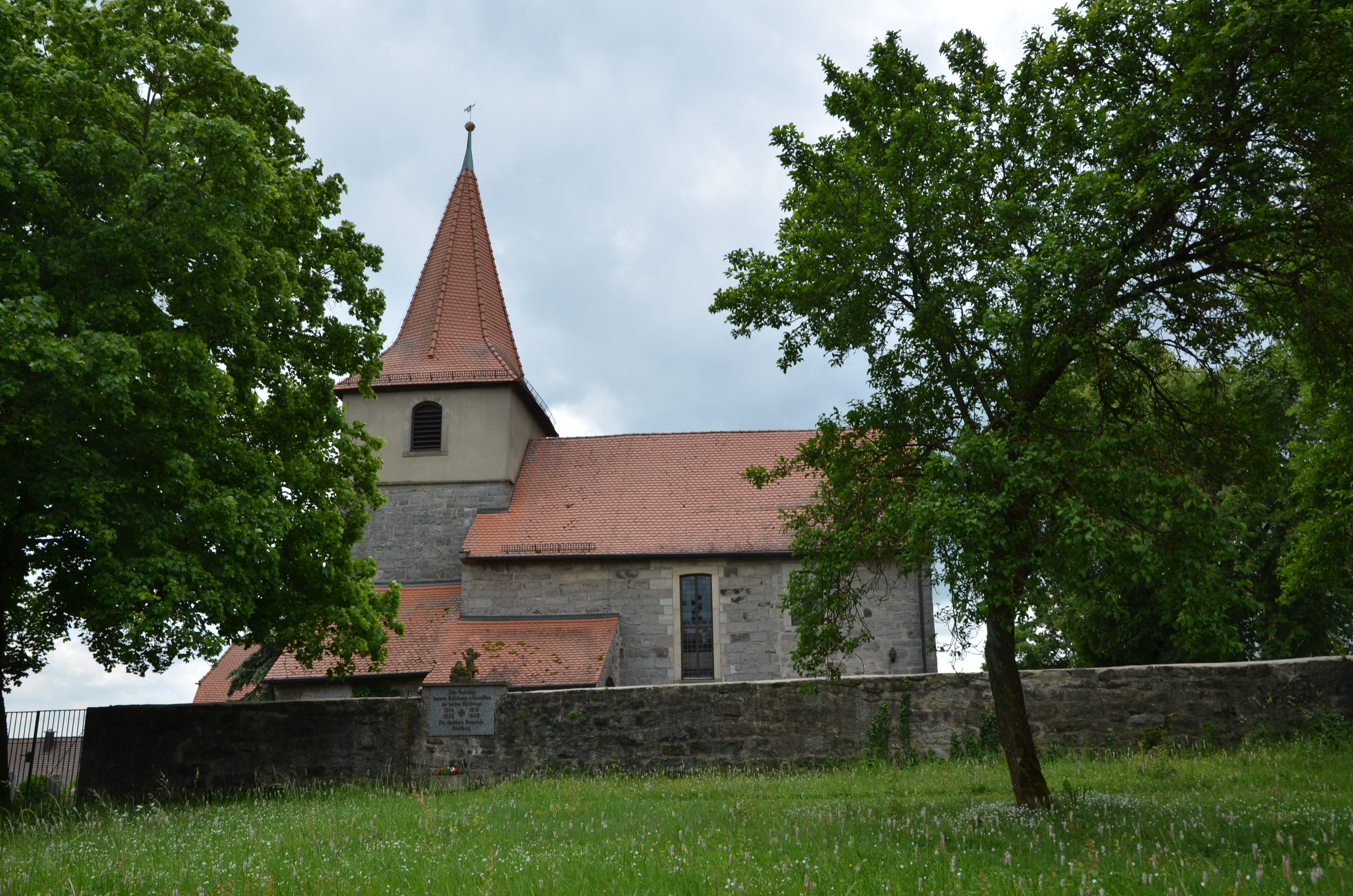
St. Nikolaus (Stettberg)

Die denkmalgeschützte, evangelisch-lutherische Pfarrkirche St. Nikolaus steht in Stettberg, einem Gemeindeteil der Gemeinde Geslau im Landkreis Ansbach (Mittelfranken, Bayern). Die Kirche ist unter der Denkmalnummer D-5-71-155-23 als Baudenkmal in der Bayerischen Denkmalliste eingetragen. Die Kirchengemeinde gehört zu St. Sebastian, Cornelius und Cyprian (Binzwangen) im
Dekanat Leutershausen im Kirchenkreis Ansbach-Würzburg der Evangelisch-Lutherischen Kirche in Bayern.

## Beschreibung
Der Chorturm der 1618 veränderten Saalkirche aus Quadermauerwerk stammt im Kern aus dem 12. Jahrhundert. Die Sakristei wurde an der Nordseite des Chorturms angebaut. Der Chorturm wurde um 1800 um ein verputztes Geschoss aufgestockt, um den Glockenstuhl unterzubringen, und mit einem achtseitigen Knickhelm bedeckt. Der Innenraum des Chors, d. h. das Erdgeschoss des Chorturms, ist mit einer Kassettendecke überspannt, der des Langhauses, das an zwei Seiten Emporen hat, mit einer Holzbalkendecke. Um den Chorbogen und die Fenster sind Ranken aufgemalt. Zur Kirchenausstattung gehören der Mitte des 18. Jahrhunderts gebaute Altar mit einem Kruzifix und die 1775 aufgestellte Kanzel. Die 1864 von Christian Näser gebaute Orgel hat 7 Register, ein Manual und Pedal.